# Halte des Ateliers (métro d'Alger)
La station des Ateliers est une station de la ligne 1 du métro d'Alger. Elle est située à proximité des ateliers de maintenance et en bordure de l' Autoroute A1, sur la commune Bachdjerrah, à Alger, en Algérie.

## Histoire
La Station des Ateliers est mise en service le 6 septembre 2018. C'est la deuxième station aérienne après celle de Hai El Badr. Elle est équipée d'un ascenseur pour les personnes à mobilité réduite. Bien qu'elle fasse partie de l'extension C de la ligne 1, inaugurée en avril, elle n'est mise en service que cinq mois plus tard.

## Services aux voyageurs

### Accès et accueil
- Sortie : Sur la route de Bourouba

### Desserte

Installations et desserte
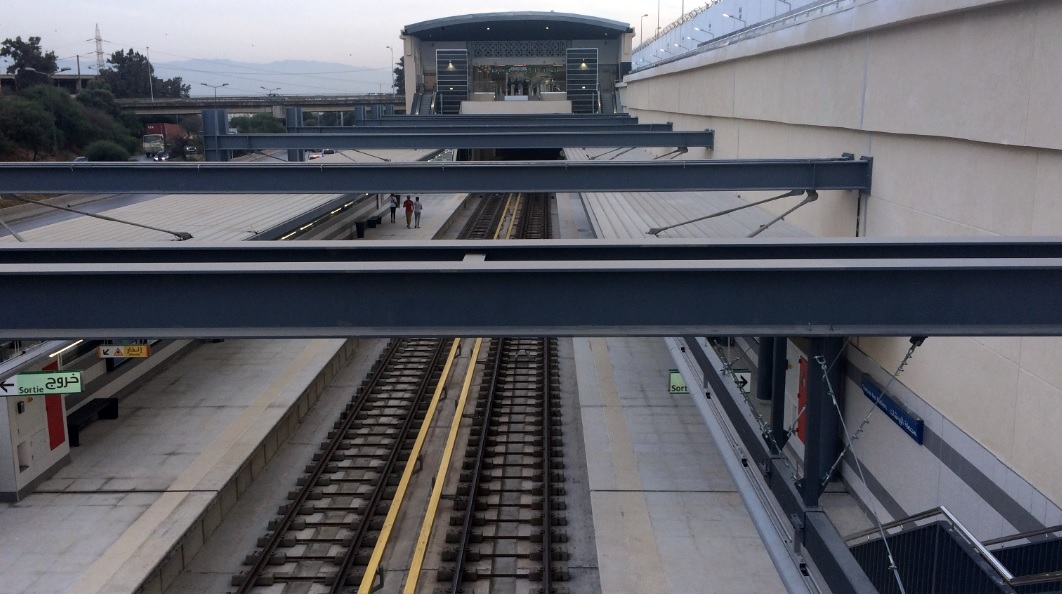
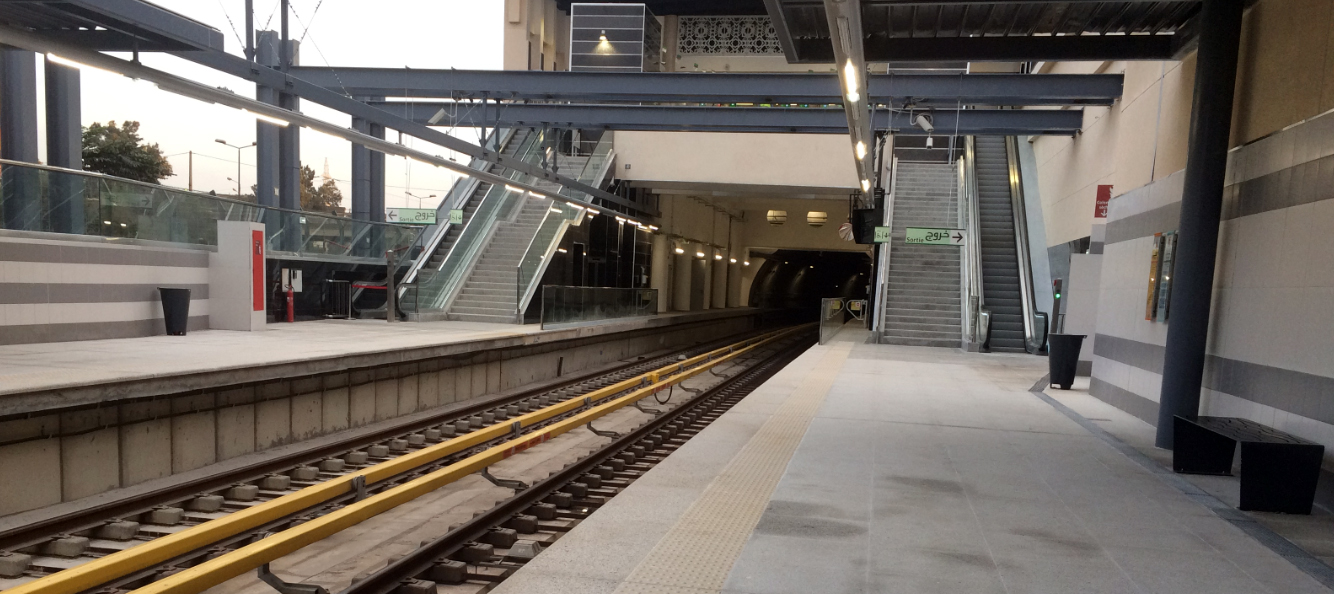
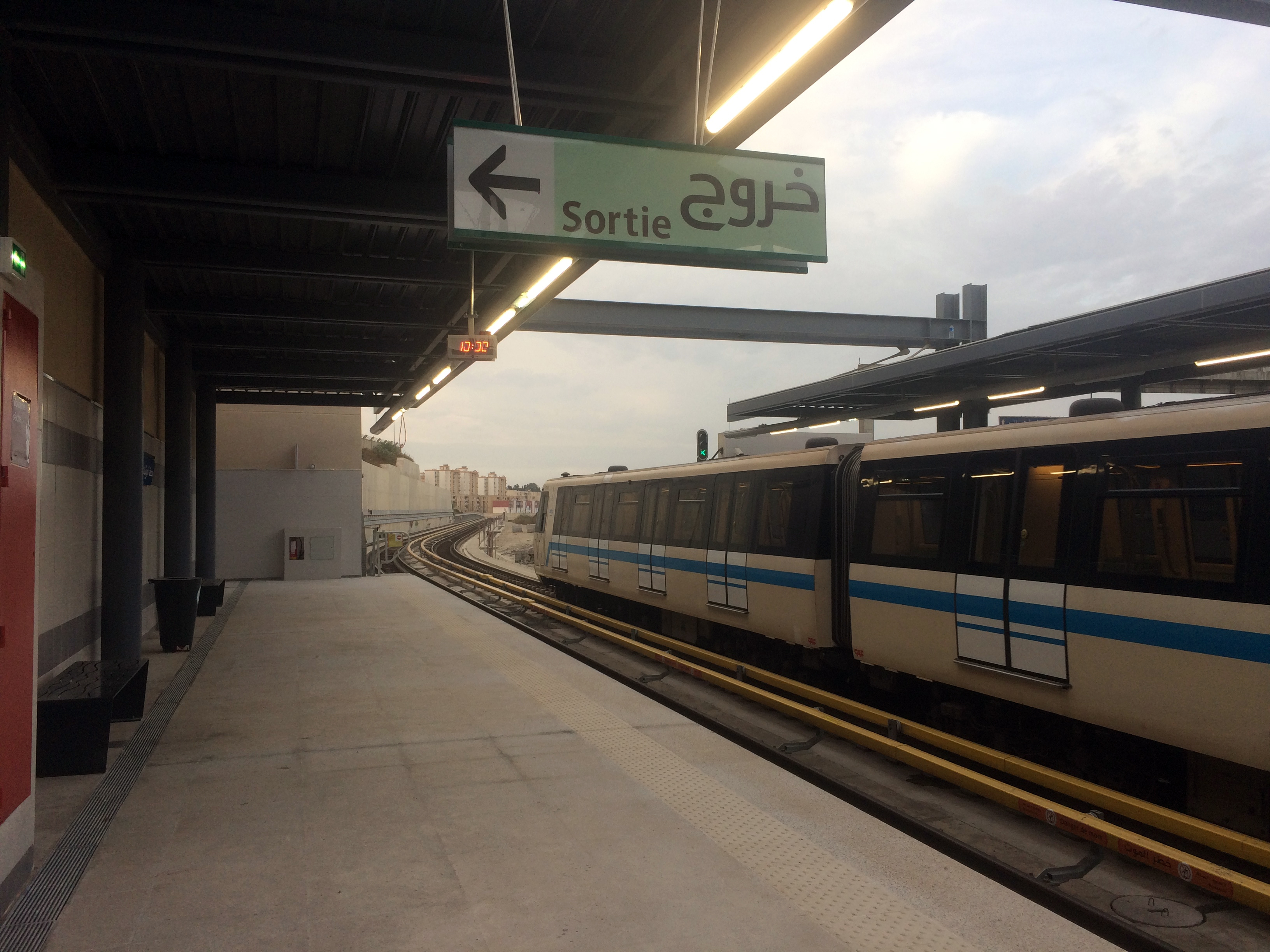

### Intermodalité
- Lignes de bus ETUSA : lignes 81, 82 et 105.

## À proximité
- Zone d'activité des quatre chemins
- Direction des moyens généraux de la Police